# John Kerr Tiffany

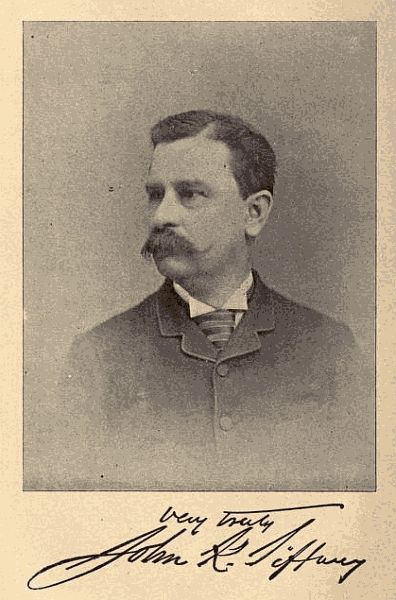
John Kerr Tiffany

John Kerr Tiffany (* 9. Februar 1842; † 3. März 1897) aus St. Louis, Missouri, war ein früher US-amerikanischer Philatelist.

## Philatelistische Literatur
Während seiner Studentenzeit in Frankreich begann er Briefmarken zu sammeln und fasste den Entschluss, „jedes gedruckte Werk aus dem Gebiet der Philatelie“ zu sammeln. Mit diesem Vorsatz baute er die vielleicht größte philatelistische Bibliothek dieser Ära auf. Auf der Grundlage seiner Büchersammlung und anderem Material, das ihm nicht gehörte, publizierte er 1874 The Philatelical Library: A Catalogue of Stamp Publications (Die philatelistische Bibliothek: Ein Katalog von Briefmarkenpublikationen). Er setzte seine Katalogisierung philatelistischer Literatur fort und veröffentlichte 1889 das Buch The Stamp Collector's Library Companion (Part 1) (deutsch: Des Briefmarkensammlers Bibliotheksbegleiter, Teil 1), mit einer Ergänzung im Jahr 1890. Als Tiffany 1897 starb, war seine philatelistische Bibliothek die größte der Welt und wurde in intaktem Zustand von James L. Lindsay, dem Earl von Crawford, erworben. Lindsay wiederum vermachte seine Sammlung dem British Museum.
Er baute eine spezialisierte Briefmarkensammlung auf, wobei es sich auf die Sammelgebiete Vereinigten Staaten und Britisch-Nordamerika konzentrierte. Da er in der Gegend von St. Louis, Missouri lebte, befasste er sich mit den St. Louis Postmaster Provisionals (St. Louis Postmeister Provisorien) und führte eine nachträgliche Feldbestimmung durch. Mit der eingeschränkten Menge an Exemplaren, die ihm zur Verfügung standen, war diese Bestimmung schwierig, sie stellte sich später aber als zutreffend heraus, als weitere Stücke davon bekannt wurden. Basierend auf seinen Erkenntnissen schrieb er 1894 eine Monografie mit dem Titel A St. Louis Symposium.
Tiffany veröffentlichte das erste umfassende Handbuch über Briefmarken der Vereinigten Staaten mit dem Titel Les Timbres des Etats-Unis d'Amerique. Es wurde in drei Teilen um 1883 gedruckt und kam in erweiterter Version später als History of the Postage Stamps of the United States of America heraus.

## Philatelistische Aktivitäten
Tiffany war der erste Präsident der 1886 gegründeten „American Philatelic Association“ (jetzt die American Philatelic Society). Dieses Amt übte er bis 1896 aus.

## Bibliothek
Tiffany’s philatelistische Bibliothek ging in der Crawford Bibliothek auf und die heute Teil der philatelistischen Sammlung der British Library ist.

## Auszeichnungen
Tiffany wurde 1941 in die American Philatelic Society Hall of Fame aufgenommen.